# Judgement of Death Act 1823
Le Judgement of Death Act 1823 était une loi du Parlement du Royaume-Uni (même si elle ne s'applique pas en Écosse). Elle est adoptée à une époque où il y avait plus de 200 infractions à la loi anglaise qui conduisait obligatoirement à une peine de mort, elle donna aux juges le pouvoir discrétionnaire de prononcer une peine moins forte pour la première fois. Cette loi ne s'applique pas à la trahison ou à l'assassinat.
La loi a été abrogée par une loi de 1971 sur les tribunaux (abrogé en 1980 en Irlande du Nord). La piraterie avec violence était encore un crime capital jusqu'à ce que la peine de mort fût abolie en 1998.